# Î
Î, î (i - circumflex) és una lletra de l'alfabet friül, kurd, tupí, persa, romanès i filipí fonètic. Aquesta lletra també apareix en francès, turc, italià, gal·lès i való com a variant de la lletra "i".

## Afrikàans

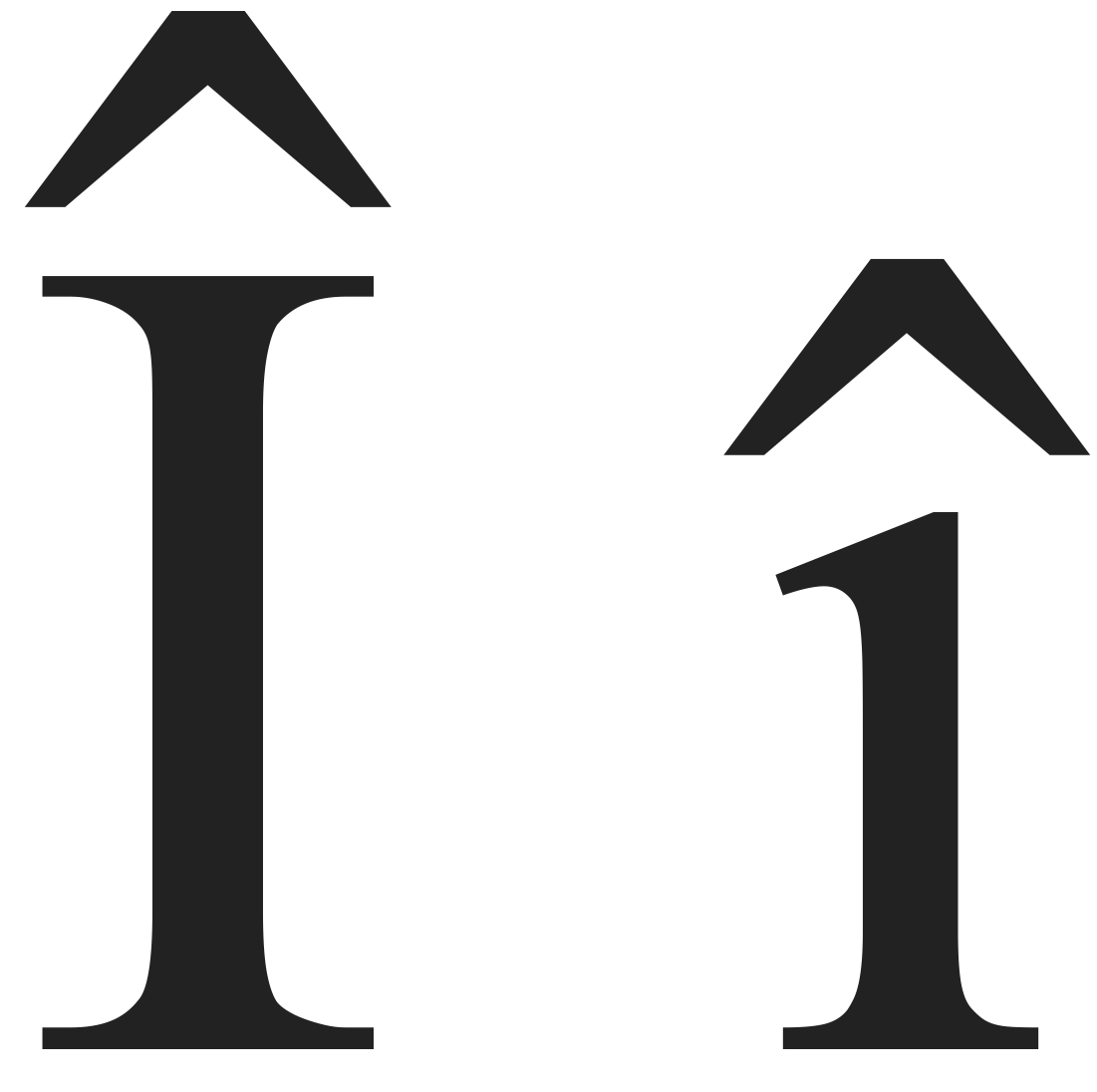
Glifs SIL de Doulos per a Majuscule i minuscule î.

En afrikaans, î és una forma puntuació d'i: wîe, el plural de wig ("falca").

## Francès
Î és una lletra que apareix en diverses paraules franceses, com naître (néixer), abîme (abisme), maître (mestre), (crème) fraîche i més. A diferència de Â, Ê i Ô, el circumflex no altera la pronunciació de î o û.
El circumflex sol denota l'exclusió d'una lletra (generalment una s) que estava en una versió anterior de la paraula:
- voster es va convertir en vôtre.
- abismus es va convertir en abisme i després abîme.
- magister esdevingué maistre i després maître.

Les reformes ortogràfiques de 1990 van eliminar els accents si no són necessaris per distingir entre homònims i so naitre, abime, maitre i fraiche ja no agafa el circumflex. Vôtre (que significa "el teu" com a pronom), però, utilitza el circumflex per distingir-lo del votre (que significa "teu" com a determinant possessiu).

## Friül
Î s'utilitza per obtenir un valor més llarg d'I, convertint /iː/. Es pot trobar per exemple en tots els verbs de la quarta conjugació: pandî /paɳ'diː/, (delectar-se). Un altre ús de Î (i també de les altres vocals llargues), es deu a la derivació llatina. En lloc de conservar l'última vocal, en friül s'utilitzava per donar un valor més llarg a la penúltima vocal, acabant la paraula amb una consonant: gliru(m) < glîr, (liró), on la terminació u va desaparèixer.

## Italià
En italià l'accent circumflex és un accent opcional. Tot i que l'accent en si té molts usos, amb la lletra "i" només s'utilitza mentre es forma el plural dels substantius masculins acabats en -io per tal de minimitzar tant l'ambigüitat com l'accentuació de la síl·laba incorrecta: principio /prinˈtʃipjo/ (principi) té el plural principî /prinˈtʃipi/, i principe /ˈprintʃipe/ (príncep) té principi /ˈprintʃipi/ com a plural. En aquesta situació es pot substituir per una "i" doble (p. ex. "principii"), per una i seguida d'aj (p. ex. "principij"), per una j única (p. ex. "principj") o, més simplement, per una "i" única (p. ex. "principi"). En l'ús contemporani, la "i" única s'utilitza principalment i les altres variants es veuen com a arcaiques i excessivament formals.

## Kurd
Î és la 12a lletra de l'alfabet kurd i representa /iː/ : Kurdî ([ˈkuɾdiː], 'llengua kurda').

## Persa
Î s'utilitza en l'alfabet llatí persa (Rumi), equivalent a ي.

## Romanès
Î és la 12a lletra de l'alfabet romanès i denota /ɨ/. Aquest so també es representa en romanès com a lletra â. La diferència és que â s'utilitza al mig d'una paraula, com a România, però î s'utilitza al començament o al final d'una paraula: înțelegere (enteniment), a urî (odiar). Una paraula composta que comença per la lletra î la conserva, encara que estigui al mig de la paraula: neînțelegere (malentès). Tanmateix, si s'afegeix un sufix, la î es transforma en â, com en l'exemple: a urî (odiar), urât (odiat).

## Turc
En turc, î pot indicar el so /iː/ en préstecs àrabs on s'utilitza com a sufix adjectival que fa un adjectiu a partir d'un substantiu: askerî (militar), millî (nacional), dâhilî (intern), etc.

## Gal·lès
En gal·lès, î s'utilitza per representar i accent llarg [iː] quan, sense el circumflex, la vocal es pronunciaria com a curta [ɪ] (dîm [diːm], la forma mutada d'"equip"), a diferència de dim [dɪm] "no, res, res".

## Filipí
En tagalog i altres llengües filipines, el circumflex, també anomenat 'Pakupyâ', s'utilitza per indicar una parada glotal (accentuada) 'ʔ'. Tanmateix, no s'utilitza en textos casuals, sinó que s'utilitza en l'escriptura formal i per diferenciar entre Homògrafs.
ex.: ' Pinun ò ' significa 'líder'.
' Pinun ô ' significa 'omplit'.

## Un altre ús

### En matemàtiques
- La lletra {\displaystyle \mathbf {\hat {\boldsymbol {\imath }}} } de vegades s'utilitza per denotar un vector unitari en física